# VfL Neckarau
VfL Neckarau was een Duitse voetbalclub uit Neckarau, een stadsdeel van Mannheim. Tot 1967 was de club ook actief in handbal, turnen, atletiek en gewichtheffen, maar concentreerde zich van dan af enkel op voetbal. De club is de derde succesvolste club van de stad en speelde van 1919 tot 1952 met een aantal onderbrekingen op het hoogste niveau. In 2011 fuseerde VfL met VfB Kurpfalz tot VfL Kurpfalz Mannheim-Neckarau.

## Geschiedenis
In 1907 fuseerden FC Germania 04 en FC Alemannia tot FVgg 07 Neckarau. Deze club was aangesloten bij de Zuid-Duitse voetbalbond. In 1919 speelde de club voor het eerst in de hoogste klasse van de Odenwaldse competities. Nadat de club twee jaar in de subtop eindigde fuseerde de club met TV 1884 Neckarau, Turnerbund Jahn 1889 Neckarau en Athletik-Sport-Verein Neckarau tot VfL Neckarau. De club ging in de nieuwe Rijncompetitie spelen. Deze bestond in het eerste seizoen uit vier reeksen en werd over twee seizoenen herleid naar één reeks. Door een vijfde plaats op acht clubs degradeerde de club in 1922/23. Na één jaar afwezigheid promoveerde VfL weer. Na twee seizoenen betere middenmoot werd de club kampioen in 1926/27 en plaatste zich voor de Zuid-Duitse eindronde, waar ze vierde werden. Het volgende seizoen werd de club tweede en mocht opnieuw naar de eindronde, waar ze in de niet-kampioenengroep gedeeld tweede werden achter FSV Frankfurt. Na een nieuwe titel greep de club in de eindronde met een derde plaats net langs een ticket voor de nationale eindronde. De volgende drie seizoenen eindigde de club nog in de top drie en plaatste zich telkens voor de eindronde, maar presteerde daar nu slecht. 
In 1933 kwam de NSDAP aan de macht in Duitsland. De competities werden door hen grondig geherstructeerd. De Zuid-Duitse bond verdween en de clubs uit Mannheim werden bij de clubs uit de Badense competitie gevoegd tot de Gauliga Baden, door een derde plaats kwalificeerde VfL zich probleemloos. 
De Gauliga Baden werd door de twee andere Mannheimse clubs VfR en Waldhof gedomineerd terwijl Neckarau doorgaans in de middenmoot eindigde. In 1940/41 slaagde de club er toch in om de titel binnen te halen en zich zo te plaatsen voor de eindronde om de Duitse titel. De club won de heenwedstrijd tegen TSV 1860 München 2:1 en verloor de terugwedstrijd met 2:6. Ook tegen de Stuttgarter Kickers won de club de heenwedstrijd 5:3 en verloor de terugwedstrijd met 0:2 maar tegen Rapid Wien, de latere landskampioen ging de club twee keer zwaar kopje onder (0:7 en 1:8). 
In het eerst naoorlogse seizoen werd de club kampioen van de Landesliga Nordbaden en promoveerde zo naar de Oberliga Süd, de toenmalige hoogste klasse waar de club tot 1948 speelde en dan opnieuw van 1950 tot 1952. Na deze degradatie verdween de club voorgoed uit de hoogste klasse. 
Daarna was de club een sterke amateurclub en in 1968 slaagde de club erin om naar de Regionalliga Süd te promoveren (toenmalige tweede klasse). Hierna volgde een vrije val en in 1973 speelde de club in de Kreisklasse Mannheim. Na twee seizoenen in deze klasse ging het weer steil omhoog met de club en in 1988 speelde de club weer in de derde klasse (Oberliga Baden-Württemberg. De club kon dit niveau echter niet volhouden en zakte weer weg naar de Kreisliga Mannheim.

## Erelijst
Rijnkampioen
1927, 1929
Gauliga Baden
1941

## Bekende ex-spelers
- Fritz Balogh